# Antoine Méo

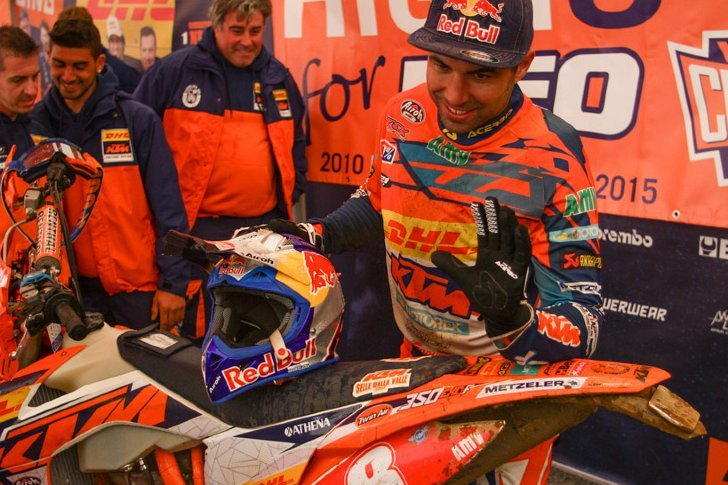
Antoine Méo lors de son cinquième titre mondial en enduro en 2015 à Réquista.

Antoine Méo, né le 29 août 1984  à Digne-les-Bains, est un pilote de motocross, enduro, supercross et rallye-raid français. Il a été cinq fois champion du monde d'enduro (en) de 2010 à 2015, et quatre fois champion du monde par équipe aux ISDE de 2009 à 2013.
Méo a passé la majorité de ces vingt dernières années à courir sur les pistes à travers l'Europe.
Il a gravi les échelons en motocross et supercross, et ce dès son plus jeune âge. Il remporte le championnat d'Europe de supercross 2002 en 125 cm3 puis le championnat de France de motocross 2003 en 250 cm3.

## Palmarès
- 1re course à quatre ans (QR50)
- 1re saison en 1994 à dix ans : 5e du championnat de Provence MX
- 1996 : champion de Provence 80 cm3, catégorie 9–12 ans
- 1997 : vice-champion de Provence 80 cm3, catégorie 12–16 ans
- 1998 : son physique non adapté au 80 cm3 l’oblige à migrer en Italie pour participer au championnat 125 Cadetti : 5e du championnat d’Italie (à l’âge de treize ans)
- 1999 : 10e du championnat de France et entrée dans l’équipe de France Espoir (en milieu d’année)
- 2000 : 3e du championnat de France Junior MX
- 2001 : 4e du championnat de France Junior MX
- 2002 :
  - 7e du championnat du monde MX
  - champion d’Europe de SX 125
- 2003 : vice-champion de France Elite MX (pilote officiel Kawasaki) 15e du championnat du monde MX1
- 2004 : 26e au championnat du monde MX1 mais deux fois à la 4e place dans la saison, six blessures dans la saison
- 2005 : débuts chez Husqvarna : 28e du championnat du monde MX1 (nombreuses pannes mécaniques)
- 2006 : Team Honda Martin en Mondial MX2 (début de saison) : 7e du provisoire ; blessure sévère au genou : abandon
- 2007 :
  - Team Honda Martin en Mondial MX1, blessé au genou
  - champion de France ?
- 2008 :
  - débuts en enduro : 4e du championnat du monde E2
  - 4e du championnat d’Italie
- 2009 :
  - vice-champion du monde d’enduro E1
  - champion d’Italie d’enduro
  - champion du monde d’enduro par équipe (ISDE)
- 2010 :
  - champion du monde[3] et de France d’enduro E1
  - champion du monde d’enduro par équipe (ISDE)
- 2011 : champion du monde et de France d’enduro E2
- 2012 :
  - champion du monde et de France d'enduro E1
  - champion du monde d’enduro par équipe (ISDE)[4]
- 2013 :
  - champion du monde et de France d'enduro E1
  - champion du monde d’enduro par équipe (ISDE)
- 2015 :
  - champion du monde d'enduro FIM E2
  - vainqueur du GP d'Italie, étape du championnat du monde Maxxis FIM E2
- 2016 : deux victoires d'étape au Rallye Dakar (moto)
- 2018 : deux victoires d'étape au Rallye Dakar (moto)

## Carrière
| Saison | Série | Classe   | Équipe    | Victoires | Classement |
| ------ | --- | -------- | --------- | --------- | ---------- |
| 2000   | Championnat de France Junior de motocross                                                                                 | 125 cm3  | ?         | ?         | 2e         |
| 2001   | Championnat d'Europe de motocross (en)                                                                                    | 125 cm 3 | ?         | ?         | 4e         |
| 2002   | Championnat d'Europe de supercross                                                                                        | 125 cm3  | Kawasaki  | ?         | 1er        |
| 2003   | Championnat de France de motocross                                                                                        | 250 cm3  | Kawasaki  | ?         | 2e         |
| 2004   | Championnat du monde de motocross                                                                                         | MX1      | Kawasaki  | 0         | 15e        |
| 2005   | Championnat du monde de motocross                                                                                         | MX1      | Husqvarna | 0         | 20e        |
| 2008   | Championnat du monde d'enduro                                                                                             | E2       | Husqvarna | 0         | 5e         |
| 2009   | Championnat du monde d'enduro                                                                                             | E1       | Husqvarna | 6         | 2e         |
| 2010   | Championnat du monde d'enduro Championnat de France d'enduro                                                              | E1       | Husqvarna | 8         | 1er        |
| 2011   | Championnat du monde d'enduro Championnat de France d'enduro                                                              | E2       | Husqvarna | 8         | 1er        |
| 2012   | Championnat du monde d'enduro Championnat de France d'enduro                                                              | E1       | KTM       | 12        | 1er        |
| 2013   | Championnat du monde d'enduro Championnat de France d'enduro                                                              | E1       | KTM       | 12        | 1er        |
| 2014   | Championnat du monde d'enduro                                                                                             | E2       | KTM       | 4         | 6e         |
| 2015   | Championnat du monde d'enduro Vainqueur du GP d'Italie, étape du championnat du monde Maxxis FIM Enduro (Rovetta, Italie) | FIM E2   | KTM       | 8         | 1er        |

### ISDE
| Saison | Lieu                      | Classe                | Équipe | Classement |
| ------ | ------------------------- | --------------------- | ------ | ---------- |
| 2009   | Figueira da Foz, Portugal | Trophée international | France | 1er        |
| 2010   | Morelia, Mexique          | Trophée international | France | 1er        |
| 2012   | Sachsenring, Allemagne    | Trophée international | France | 1er        |
| 2013   | Olbia, Italie             | Trophée international | France | 1er        |

### Résultats au Rallye Dakar
| Année | Catégorie | Marque                | Position | Victoires d'étape |
| ----- | --------- | --------------------- | -------- | ----------------- |
| 2016  | moto      |                       | 7e       | 2                 |
| 2018  | moto      | KTM 450 Rally Replica | 4e       | 2                 |